# Yamaha XT 350
La Yamaha XT 350 è una motocicletta prodotta dalla casa motociclistica giapponese Yamaha Motor dal 1985 al 2000.

## Descrizione
A spingere la moto c'è un motore monocilindrico a quattro tempi raffreddato ad aria con quattro valvole dalla cilindrata di 346 cm³ - 86,0 mm × 59,6 mm (alesaggio/corsa) - avente rapporto di compressione pari a 9:1. La potenza erogata è di 20 kW a 7500 giri/min e una coppia di 27,8 Nm a 6500 giri/min. La trasmissione è a sei marce. Il sistema frenante composto da in freno a disco a pistoncino singolo nella parte anteriore e freno a tamburo nella parte posteriore.
Durante tutta la sua carriera, è rimasta sostanzialmente invariata, ad eccezione della potenza che è stata ridotta a 13 kW nel 1991 a causa delle nuove normative sul rumore e sulle emissioni limitando il tratto di aspirazione. L'XT 350 è più leggera di un XT 600, ma ne riprende il design Grazie al suo peso ridotto, è adatto per l'uso in fuoristrada.
In Germania è stato venduto fino al 1996, negli Stati Uniti e in Australia fino al 2000. 
Il motore è stato installato con lievi modifiche al carburatore e alle valvole) anche sulla Yamaha TT 350.